# 국도 제81호선 (이란)

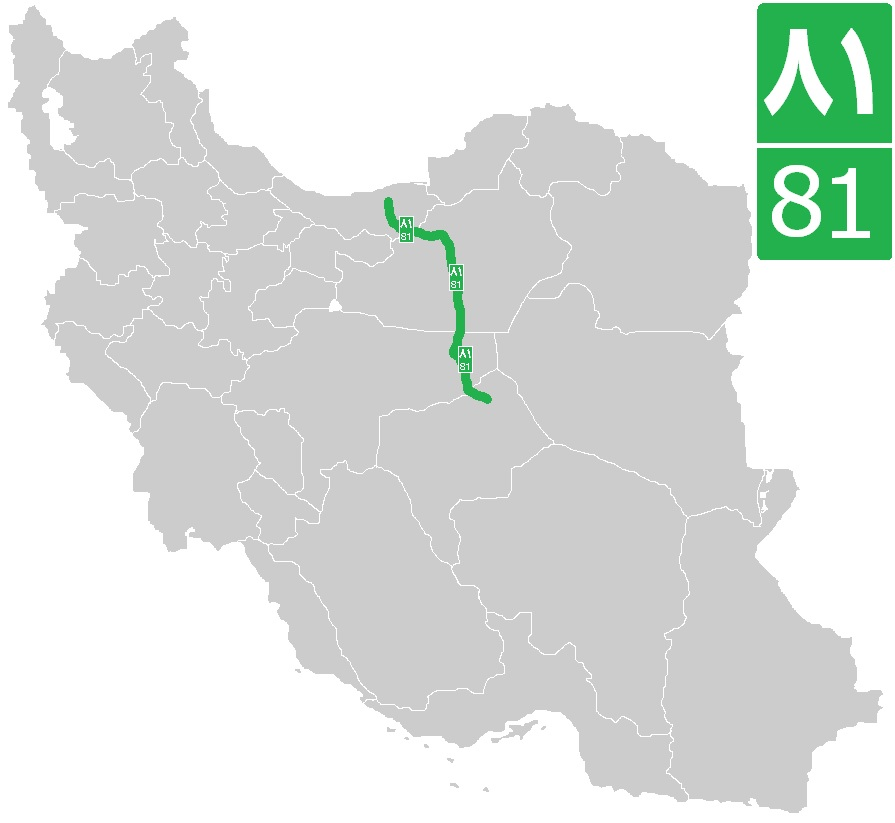
이란 81번 국도의 실제 선형

국도 제81호선(페르시아어: جاده 81, Road 81)은 마잔다란주 사리에서 출발하여 셈난주의 담간과 잔닥을 거쳐 쿠르(khur)를 지나 야즈드주의 카라낙까지 이어주는 총 연장 650 km의 거리를 가진 이란의 일반 국도이다. 이 도로는 이란 36번 국도와 직접적으로 만나야 아시안 하이웨이 1호선과의 접촉이 간접적으로 가능하다.